# Halina Krukowska
Halina Krukowska (ur. 26 września 1937 w Wasilkowie, zm. 28 lipca 2019 w Białymstoku) – polska historyk literatury polskiej okresu romantyzmu, doktor habilitowany nauk humanistycznych.

## Życiorys
Córka Wincentego i Marty. Ukończyła studia wyższe w zakresie filologii polskiej w Wyższej Szkole Pedagogicznej w Gdańsku. W maju 1970 uzyskała doktorat na podstawie pracy Funkcje stylistyczne składni w powieści poetyckiej wczesnego romantyzmu, a w 1985 habilitowała się na podstawie oceny dorobku naukowego i pracy zatytułowanej Noc romantyczna (Mickiewicz, Malczewski, Goszczyński). W 1995 r. została zatrudniona na stanowisku profesora UwB. Była dyrektorem Instytutu Filologii Polskiej na Wydziale Filologicznego Uniwersytetu w Białymstoku. Od 2018, jako profesor senior, współpracowała z Katedrą Badań Filologicznych „Wschód – Zachód” w Instytucie Filologii Polskiej UwB.
Była kierownikiem 4 prac naukowych, recenzentem dwóch prac habilitacyjnych i jednej doktorskiej oraz promotorem dwóch prac doktorskich.

## Nagrody i odznaczenia
- Nagroda Dziekana Wydziału Filologicznego UwB i Rektora UwB (wielokrotnie w latach 1985–2007)[2]
- 2007: Ogólnopolska Nagroda Literacka im. Franciszka Karpińskiego za wybitne osiągnięcia w badaniach nad czarnym romantyzmem i kulturą romantyczną w Polsce[2]
- 2018: doktor honoris causa Uniwersytetu w Białymstoku[5]